# Mercedes Pereyra
Mercedes Noemí Pereyra (General Rodríguez, Buenos Aires; 7 de mayo de 1987) es una futbolista argentina. Juega como delantera en UAI Urquiza de la Primera División Femenina de Argentina.
En diciembre de 2022 se anunció su salida de River Plate luego de 3 ciclos con el millonario. Formó parte de la selección femenina de fútbol durante el torneo femenino de fútbol de los Juegos Olímpicos de Pekín en 2008.
En enero de 2023 se confirma su llegada a Independiente.

## Selección nacional

### Participaciones en Copas del Mundo
| Torneo               | Sede  | Resultado    | Partidos | Goles | Asistencias |
| -------------------- | ----- | ------------ | -------- | ----- | ----------- |
| Copa Mundial de 2007 | China | Primera fase | 3        | 0     | 0           |